# 连城诀
《连城诀》原名《素心剑》，是金庸的武侠小说。1963年成书，最初载于香港《明报》，以及新加坡《南洋商报》合办的随报附送的《东南亚周刊》。全书共12章。

## 內容簡介
故事講述一個純樸鄉下青年狄雲，與師父戚長發及戚長發的女兒戚芳隱居於湘西沅陵南郊，他與師妹戚芳是一對青梅竹馬的戀人。有一天，他們師徒三人到荊州參加戚長發的師兄萬震山的壽宴，期間戚長發与萬震山发生争执后失蹤。與此同時，萬家誣陷狄雲盜竊及非禮萬震山的小妾，狄雲因而被送官囚禁。萬震山的長子萬圭為了博取戚芳的歡心，一方面告訴戚芳會盡力營救狄雲，另一方面卻收買了地方官，將狄雲重判。由於戚芳認為狄雲再無法獲釋而感到徬徨無助，最後答應了萬圭的婚事。
狄雲在獄中不斷受到一名躁狂囚犯丁典的虐打，因丁典認為狄雲是荊州知府凌退思派來向丁典套取連城訣的秘密。當狄雲得知戚芳嫁給萬圭後，便憤然自盡。幸得丁典剛好練成天下無敵的神照功，把已斷了氣的狄雲救活過來。至此丁典始相信狄雲並非奸細，二人成了亦師亦友的生死之交。丁典教授狄雲神照功，此舉對於狄雲日後有莫大幫助。丁典後來帶狄雲越獄，希望與一生摯愛、荊州知府凌退思的女兒凌霜華見面。後來丁典在凌府發現凌霜華已身故，因吻了凌霜華棺木，中了凌退思預先塗在棺木上的金波旬花之毒。丁典知自己中毒命不久矣，遂告知狄雲連城訣、神照功之秘密，以及他與凌霜華的故事。
原來九年前丁典在長江三峽目睹戚長發、萬震山等三師兄弟合力圍攻他們的師父梅念笙，企圖奪取梅念笙的連城劍法口訣，梅念笙身受重傷，雖为丁典所救，但最終傷重而死。梅念笙臨終前將連城訣、神照功傳授給丁典。江湖流傳梅念笙擁有一張藏寶圖，丁典因為梅念笙安葬立碑，令不少江湖人士認為梅念笙的藏寶圖已落入丁典手中，紛紛上門向丁典索取藏寶圖。丁典為免麻煩，決定四處經商。丁典在武昌一賞菊會中結識了翰林凌退思之女凌霜華，二人一見鍾情。後來丁典在荊州再遇上凌霜華，二人展開戀情。凌霜華向父親凌退思表明與丁典的關係後，凌退思引丁典到府中，再用毒迷暈丁典，將他囚在牢中。原來凌退思雖為翰林，亦是江湖幫會老大。他從史書中發現南北朝時梁元帝將大量財寶收藏於荊州，一千年來無人發現，故用盡方法取得荊州知府一職，且長期不升遷，以便尋寶。他亦相信梅念笙的連城劍訣其實與寶藏有關，故利用女兒擒獲丁典，迫他說出連城劍訣。凌霜華為表對丁典忠貞，自毀顏容，最後死了亦被父親利用毒害丁典。
丁典死後，狄雲知道戚芳與萬圭生下了女兒「空心菜」（狄雲年輕時的暱稱）後，傷心地離開江陵城。之後狄雲在一間破廟誤打誤撞將喜歡吃人肉的寶象僧毒死，又脫下自己的破爛衣服而換上寶象的血刀門僧袍，此舉卻被人誤以為他是血刀門弟子，引致江湖正派人士圍攻。剛好遇上西藏血刀門好色的掌門血刀老祖，血刀老祖誤認狄雲為寶象徒弟，便出手保護。血刀老祖更擄走「鈴劍雙俠」中的水笙，帶着狄雲逃入川邊，水笙的父親水岱則帶領多位江湖人士前往救援。
到了大雪山遇上雪崩，眾人被困於絕谷。血刀老祖將「南四奇–落花流水」中的陸天抒、劉乘風殺死，水岱因不願被羞辱而求狄雲將自己用木棍殺死，花鐵幹則因向血刀老祖跪地求饒而得免一死。狄雲為了阻止血刀老祖殺害水笙，被血刀老祖扼頸以致幾近氣絕，卻反而幫助狄雲練成神照功最後一關，結果反把血刀老祖一下擊斃。眼見血刀老祖已死，花鐵幹便露出惡相，由於耐不住飢餓，不惜吃掉了同伴屍體。三人留在谷中待到回春。水笙漸漸瞭解到表面冷漠的狄雲本性是善良的，並逐漸喜歡上他。當積雪融解，江湖正派人士尋到谷中來。花鐵幹誣捏狄雲與已有婚約的水笙有苟且行為，狄雲獨自離去進行復仇。
狄雲尋到令他冤枉下獄的萬家，又查到自己師父戚長發一如丁典所講是個陰險冷血的壞人。戚芳意外發現萬震山當年已將戚長發殺害的秘密後，被萬家父子要挾時被狄雲所救。但戚芳瞞住狄雲解救被狄雲困住的萬圭時，被萬圭無情地一刀殺害。最後高潮是萬震山父子、凌退思等人破解了連城訣的密碼，一齊來到天寧寺搶奪寶藏。而戚長發當年只是裝死，為爭奪寶藏也來到天寧寺，將萬震山殺死，並想暗算狄雲而不成。戚長發、萬圭、凌退思、花鐵幹等人最終發現寶藏，並上前搶奪。狄雲目睹眾人因搶奪寶藏而失去理智，瘋狂地互相厮殺。原來當年梁元帝為防人奪取寶藏，在寶物表面塗上劇毒，眾人接觸後皆中毒而變成瘋癲。狄雲領悟貪念才是人世間最大的毒藥，把人性變得墮落無情。
目睹這滅絕人性的場面，加上戚芳離世，狄雲對於現世人性之黑暗及貪婪已經不存任何希望，決定帶著戚芳遺下的女兒「空心菜」回到雪谷歸隱。入谷之時，發現水笙正默默地在此等著他。

## 第三版修訂
- 在第三版修訂中，西藏血刀門修改為青海黑教，血刀老祖家鄉及狄雲被困的雪山位置，亦由「藏邊」改為「川邊」。
- 第三版亦增加一段解釋大寶藏與連城劍譜關係的內容。
- 第三版修訂中首次將《鹿鼎記》的吳六奇引入書中，說梅念笙是吴六奇的同派門人。

## 主要人物
- 狄雲：男主角，同時兼備正邪兩派的頂級武功神照功和血刀門的內功刀法，性格單純良善，雖然滿腔冤屈，卻保持人性，對爾虞我詐的世界感到失望，終帶著戚芳遺孤「空心菜」歸隱山谷之中。從他的被害入獄、練功逃獄、江湖亡命、真相大白、歸隱雪谷幾大經歷串起了這個故事的主要脈絡。[1]
- 戚芳：狄雲的師妹，戚長發之女，美麗善良。與狄雲原是一對情侶。在狄雲被害入獄后被騙嫁給冤案的幕后黑手萬圭。被萬家誤會與吳坎私通後，終於得知狄雲被人誤解的滋味。在真相大白、復仇即將成功之際，暪着狄雲返回拯救被狄雲囚禁的萬家父子被萬圭一刀殺害，最後將女兒空心菜托付給狄雲。
- 丁典：武林高手。與狄雲亦師亦友。習得《神照經[2]》所載奇功，他在故事中的出現是狄雲悲慘命運的終結和新生的開始，初時他以為狄雲是間諜，一直對狄雲掌打腳踢，到狄雲為愛自盡時，把狄雲從死神中救了回來，之後把狄雲視為心腹，他把奪來的烏蠶衣交給狄雲，同時把神功《神照經》授予狄雲。由於他擁有江湖上人人渴望的武術和財富的秘密而歷經了種種艱險，最後被愛人的父親下毒而不幸死去。臨終前把劍譜秘密告知了狄雲，並囑咐狄雲為他完成與愛人死後同穴而葬的心願。幾經波折之後，狄雲將其骨灰灑在凌霜華的棺木中，結了他的心願。
- 凌霜華：荊州知府凌退思之女，丁典的愛人。與丁典相互愛戀，但父親不允，將丁典打入冤牢後，自己毀容不嫁，而後遭到生父用計活埋，以毒害丁典，死前用指甲把遺言刻在棺材上。死後由狄雲將其遺體與丁典的骨灰合葬。
- 水笙：江湖名流水岱的女兒。一直以為狄雲是血刀門的殺人淫僧，一直誤解和迫害狄雲。但的狄雲並沒有報復她，反而在危機中一次又一次地拯救了她。在與狄雲的死裏逃生經歷中慢慢認識了解了狄雲，為狄雲的悲慘遭遇和高貴人格所感染，愛上了當時被認為名聲狼藉的狄雲，並為了狄雲的名譽而不惜與所謂的「江湖正道」決裂。在故事的結尾，與狄雲一起歸隱川邊深谷。
- 汪嘯風：水笙的表哥，亦是水笙的未婚夫。最後在連城寶藏前中毒而死。
- 萬圭：父親萬震山。於父親壽宴中看中戚芳，遂與師兄弟聯合陷害狄雲。欺瞞戚芳並與她成親後育有一女，而後竟殺死髮妻。
- 梅念笙：湘中武林名宿，人稱「鐵骨墨萼」。萬震山、言達平、戚長發之師傅，發現三位徒弟心術不正，終被他們所害，後將畢生絕學傳授給了丁典。
- 萬震山：綽號「五雲手」，為萬圭之父。梅念笙的大弟子。以舉報江湖中的黑暗交易獲得大量財富，成為明聲顯赫，富甲一方的大人物。為了引出戚長發，故意派弟子欺騙戚長發道自己已經練成了練連城劍法，於藏寶處為戚長發所殺。
- 言達平：綽號「陸地神龍」。梅念笙的二弟子，曾授與狄雲三招「連城劍法」。在到達藏寶之處後被師弟戚長發所殺。
- 戚長發：綽號「鐵鎖橫江」。戚芳之父，狄雲之師。梅念笙的三弟子。為人陰險狡詐，在竊取連城劍譜後一直未能讀懂劍譜中的秘密，隱居於湘西鄉下十多年。把武功唐詩劍法，改成躺屍劍法交給弟子女兒，劍招名稱大改之餘，劍法也不及原本的精妙。被萬震山「殺害」後一直隱藏自己直到狄雲公開劍訣才現身將寺中的兩個師兄殺光。

## 其他人物
- 萬家門下
  - 萬震山（萬家主人）【为戚長發所殺】
  - 魯坤（萬震山大弟子）
  - 周圻（萬震山二弟子）【为狄雲所殺】
  - 萬圭（萬家少主，萬震山三弟子）【中毒而死】
  - 孫均（萬震山四弟子）
  - 卜垣（萬震山五弟子）
  - 吳坎（萬震山六弟子）【为萬震山所殺】
  - 馮坦（萬震山七弟子）
  - 沈城（萬震山八弟子）
  - 桃紅（萬震山之妾）【配合萬家誣陷狄雲，後被萬震山拋棄】
  - 空心菜（萬震山之孫女）【父母雙亡，被狄雲收養】
- 南四奇（落花流水）
  - 陸天抒（『落花流水』之一「仁義陸大刀」）【为血刀老祖所殺】
  - 花鐵幹（『落花流水』之一「中平無敵」江西鷹爪鐵槍門掌門，擅中平槍法）【中毒而死】
  - 劉乘風（『落花流水』之一「柔雲劍」）【花鐵幹誤殺】
  - 水岱（『落花流水』之一「冷月劍」）【被血刀老祖砍斷雙腳，求狄雲將他打死以免受辱】
- 汪嘯風（水笙未婚夫，兩人並稱「鈴劍雙俠」）【中毒而死】
- 水福
- 青海黑教血刀門：血刀門是《連城訣》一書中裡的邪教，血刀門的弟子，不是罪不可赦，就是殺人無數。在血刀老祖被狄雲殺掉後也從此衰落。鎮派絕學血刀刀法，分為內功跟刀法兩部分，全都記錄在《血刀經》上，「血刀刀法」怪異至極，每招都是在決不可能的方位劈砍。
  - 血刀老祖（血刀門 第四代掌教）【狄雲誤殺】
  - 寶象（血刀門　血刀老祖之徒）【中毒而死】
  - 善勇（血刀門　血刀老祖之徒）【死於丁典之手】
  - 勝諦（血刀門　血刀老祖之徒）【死於丁典之手】
- 耿天霸（『雙刀』山西太行門）【死於丁典之手】
- 馬大鳴（『萬勝刀』）【死於丁典之手】
- 北四怪
  - 風虎雲龍（小說中未曾詳述）
- 呂通：太行山呂大寨主。
- 呂威：

## 改編作品

### 電影
- 1980年，《連城訣》，香港邵氏公司，導演牟敦芾，吳元俊飾狄雲，廖麗玲飾戚芳，白彪飾丁典，施思飾凌霜華，岳華飾凌退思

### 電視劇
- 1989年，《連城訣》，20集，香港无线电视，導演邱家雄，郭晋安飾狄云，黎美嫻飾戚芳，谢寧飾水笙，曾江飾丁典，陈美琪飾凌霜华，关菁飾戚长发，关海山飾凌退思，郭锋飾花鐵幹，朱铁和飾血刀老祖，吴镇宇飾万圭，黎汉持飾水岱

- 2004年，《連城訣》，30集，中國内蒙古电视台，導演王新民，吳越飾狄雲，何美鈿飾戚芳，舒暢飾水笙，杜志國飾萬震山，六小齡童飾花鐵幹，高蓓蓓飾凌霜華

### 廣播劇
- 《連城訣》：1981年香港電台廣播劇，編導冼杞然，李學斌飾狄雲，姚秀鈴飾水笙，楊麗仙飾戚芳，傅菁葦飾萬圭，劉安東飾丁典，朱曼子飾凌霜華，溫泉飾凌退思，鍾偉明飾梅念笙。主題曲《連城訣》由鄭少秋主唱，顧嘉煇作曲，盧國沾填詞。